# 竜翼のメロディア -Diva with the blessed dragonol-
『竜翼のメロディア -Diva with the blessed dragonol-』（りゅうよくのメロディア ディーヴァ ウィズ ザ ブレスッド ドラグノール）は、Whirlpoolより2012年9月28日に発売されたパソコン用アダルト美少女ゲーム。2015年11月26日にPlayStation Vita版がGN Softwareより発売された。

## 概要
Whirlpoolの第11作目（ファンディスクと『メリ☆クリ』を除けば7作目）となる。音楽を題材にしているため、ボーカル曲を8曲ゲーム内で使用している。攻略対象キャラクターは5人。各5つのエンディングと1つのトゥルーエンドが存在する。攻略キャラクターを５人攻略後にタイトル画面上にトゥルーというボタンが出現し、トゥルーエンドを見る事が出来る。
システム面では、前作のシーンジャンプに加えおまけモードにボイス鑑賞モードが追加された。また既存のシステムも改良が加えられており、TIPSはカテゴリー項目が加えられた事で見たい情報を見つけやすくなり、シーン回想もCGのある全てのイベントが鑑賞可能になっている。

## あらすじ
かつて聖竜と契約した一族が中心となって生まれた、ヴェストリア王国。ドラグノール（竜）との契約により得た奇跡の歌の力で邪竜を倒したこの国では、音楽に携わる仕事が特別視されている。そんな背景もあり、音楽家のエリート養成学校であるエルトメール音楽院には多くの才能ある選ばれた者達が集い、音楽家への道を目指している。主人公のリュートはそこの学生として、周りから評価されないながらも平穏な学園生活を送っていた。ある日、美少女のフローリアとの運命ともいえる出会いをきっかけにリュートの平穏な日常は終わりを告げ、新たな物語が奏でられる。

## 登場人物

### メインキャラクター
リュート＝カーライル
声：周防りく（ドラマCD）
本作の主人公でエルトメール音楽院の2年生。ずれたセンスを持つ作曲家で、音楽家としての評価は非常に低い。かわいい女の子が好きで見境なくナンパしている（これはメルルートで義妹で一番近くにいるメルを女の子として意識しないようにする為ではないかと自己分析している）。楽器の演奏技術に関しても、普段はパッとしないのだが、自分で作曲した譜面に限り特異な才を見せる。王女フローリアと出会った日の夜から、聖竜の子供『ドーラ』を預かることになった。実はドラグノールであるが、現状でそのことを知っているのはジグルドのみ。本来の姿は黄金のドラグノールであり、すべてのレクトをその身に宿している。幼いころに人の形を成して以降は人の姿となっている。トゥルールートでは本来の姿となり、復活した邪竜と戦い勝利した。

フローリア＝レキ＝ヴェストリア
声：佐藤しずく
身長：160cm。スリーサイズ：B82（D）/ W57/ H83。テーマ曲「お転婆姫は駆け抜ける」
ヴェストリア王国の姫にして本作のメインヒロインの一人。聖竜を保護したリュートの監視と本人の夢をかなえる目的でエルトメール音楽院に編入してきた。ヴェストリア王家直系の娘であり、女王制であるヴェストリア王国の皇位を近々継承する予定になっている。気品ある立ち振る舞いに上品な話し方…というのは公務の間のこと。実際は茶目っ気のある性格で、堅苦しい人付き合いを必ずしも快くは思っていない。たびたび王宮を抜け出す悪癖持ち。リュートとの出会いもそれがきっかけとなった。その後も何度か出会うが、途中からは一応リュートの人柄を見極める目的もあった。毎朝塔の上で歌うことが日課。本来は女王の役目だが、本人の強い希望があり、母である女王に幼いころ役目を譲ってもらった。レクトの力は癒しですべてのモノを活性化させることができる（ドラグノールも対象になる）。類稀な強運で、運が絡む事柄は全て自分の想い通りに出来てしまう。
フローリアルートではとある遺跡でドラグノールの力を極限まで高める曲（代償にそのドラグノールはしばらくは力を発揮出来ない）を発見し、それにより邪竜をオーバーロード状態にし、眠りにつかせた(力を消費尽くしたことによる眠りなのでいずれはまた起き上がる)。幼いころにドラグノール（＝リュート）と遊んだことがあり、その時にキスをして半契約状態となったがヴェストリアとの契約に上書きされている。トゥルールートではヴェストリアが死んだためリュートとの半契約状態に戻り、正式にリュートと契約を果たした。

メル＝カーライル
声：榊原ゆい
身長：156cm。スリーサイズ：B78（B）/ W56/ H75。テーマ曲「変わらぬ安らぎを」
主人公の妹にして本作のメインヒロインの一人。家事全般が得意。血は繋がっていない。お兄ちゃん大好きっ娘で、二人仲良く暮らしている。憧れのフローリアが歌う歌を聴くために毎日早起きして出かけている。歌うことが大好きで、一時期エルトメール音楽院を受験するか悩んでいた。が、結局酒場でのアルバイトを選ぶ。おとなしくて自信のない性格。それが原因で酒場のステージで歌うチャンスを逃している。フローリアの計らいによって、学院関係者たちの前で歌を披露。実力が認められ入学式の日に音楽院へ編入することになった。ネーミングセンスは無く、ドーラの名前の候補が「ゴンタロウ」（77の月城兄弟の父親）、「ポコモコ」（77のぬいぐるみみたいな2匹）、「ヴァンギュラス12世」（涼風のメルトの捺菜の髪飾り）、「ナルヲ」（Whirlpoolのマスコット）などである。結果としてフローリアがドーラと言った事を思い出したリュートによりドーラとなった。ゴキブリを靴で一瞬にして退治する特技があり、ゴキブリ型のモンスターさえも一撃で倒してしまった。幼いころにドラグノールと遊んだ経験がある(時期的にはフローリアの2年後でその時のリュートは不安定で人とドラグノールの姿を行き来していた)。怪我したリュート（人の姿）の血を舐めたためフローリアと同じく半契約状態になった。トゥルールートでは正式にリュートと契約を果たした。レクトの力は鎮めの力である。

シンシア＝オーランド
声：鮎川ひなた
身長：163cm。スリーサイズ：B89（E）/ W59/ H86。テーマ曲「花咲く微笑みと」
楽器の演奏に優れた家系に生まれた貴族のお嬢様。特にヴァイオリンが得意。音楽に関してずば抜けた才能を持っているのだが、周囲の期待とは裏腹に演奏家の仕事には興味を示していない。理由は『いろいろな人と気軽に音楽を楽しみたいから』。決して音楽嫌いではない。無類の子供好きなため、学校での音楽の先生が夢。あまり人を疑うことをしない、とても純真な性格。意外と大食漢で、リュートたちを驚かせたこともある。少しずれた感覚を持っており、そのせいか周りから一切評価されないリュートの曲を理解でき、演奏する事が出来る。箱入りだった為か、家事は全く出来ない。シンシアは普通の人間なので本来はジョイスと同じくリュートの曲(ドラグノールの曲)は演奏できないはずなのだが何故か演奏することができる。学園で弾いているヴァイオリンは学園の物だが実質シンシア専用ものとなっている。シンシアルートでは学園から借りてきたお気に入りのヴァイオリンが心無い人によって破壊される。以降はプリムを使用するようになる。
プリム
声：木村あやか
リュートたちの家の近くにあった遺跡で見つけた楽器型のアーティファクトで普段は人の形をとる。また、持ち主が本当に演奏したいと思わなければ変身出来ない。持ち主と選ぶ判断基準は不明だが、作中ではシンシアを持ち主と選んだためヴァイオリン型となった。シンシアとお母さん、リュートをお父さんと呼ぶ。巨乳の女性以外に抱かれると泣き出し、ジョイスに至っては初見で嫌いと言った。シンシアルートではプリムを作ったドラグノールは既に亡くなっていて、プリムがいた場所よりも奥の場所で骨と化している。そこにあった楽譜をリュートが復元させた。トゥルールートではシンシアと共に戦いに向かうリュートの代わりに曲を演奏した。

セルフィ＝ライネルト
声：雪都さお梨
身長：145cm。スリーサイズ：B71（A）/ W55/ H70。テーマ曲「いつも一緒に」
フローリアの護衛を任された近衛騎士。小柄な女の子であるにもかかわらず、巨大なハンマーをいともたやすく操る。王宮で育ったためフローリアとは非常に仲が良く、それゆえ忠誠心も強い。フローリアが王女としての振る舞いから多少外れたことをしていても、フローリアの意思を尊重し、時には手助けもしてくれる。最近急に仲良くなったリュートのことを警戒している。反面、フローリアに気の許せる友人ができたことは喜んでおり、それゆえリュートには感謝の気持ちもある。リュートにぶつけられない恨み（軽口が過ぎた時など）をお手製の人形にぶつけている。すぐに人形は真っ二つになったり粉々になるため、作り直すうちに人形を作る技量はかなり上達した。
音楽の才能を持たないものの、舞踊は非常に得意。歌に関しては絶対音感の反対の絶対音痴で、音が全て外れる。両親はセルフィが幼いころに落盤事故で他界している。両親に関する記憶は、おぼろげに覚えている子守唄を含めごくわずか。ゼリーが苦手で、モンスターのスライムに関しては見ただけで失神してしまった。母親はエレオノールの親友で近衛騎士だったが、暗殺者だった父親に恋をしたため国を離れた。セルフィルートではバルディスに吹き込まれた嘘によりフローリアを狙うもリュートにより真実を知らされた事により思いとどまった。両親の事故死の原因も元はフローリア一向を狙ったバルディスの陰謀。トゥルールートではリュートたちをシルフィ、クロエと共に魔物の一団から守った。また、実は学院に所属していない事が判明する。
シルフィ＝ライネルト
声：有栖川みや美
セルフィの妹。容姿は姉と瓜二つ（ただし胸は姉より少し大きい）で、初登場時はリュートも見分けが付かなかった。セルフィよりも病弱な為、城の寄宿舎に籠っている事が多い。セルフィルートとトゥルールートのみに登場。セルフィルートではバルディスに吹き込まれた嘘によりフローリアを狙うも、リュートにより真実を知らされた事により思いとどまった。元暗殺者の父親譲りの鋼糸を用いた戦闘技能を持ち、攻め手としては姉よりも上。その後はフローリアの命を狙ったとして本来は死罪であるが結果的に命を救ったという事で国外追放になった。トゥルールートではリュートたちをセルフィ、クロエと共に魔物の一団から守った。

クロエ＝メルトラム
声：桐谷華
身長：158cm。スリーサイズ：B80（C）/ W56/ H82。テーマ曲「好奇心を満たすものは?」
音楽院でアーティファクトの研究をしているリュートの同級生。成績はとても優秀。ただし、研究室に篭ったりしてよく授業をサボる。10個ものバイトによって研究費を自分で稼ぐ勤労少女。ただ、せっかく稼いだお金を持ち前の不幸体質でよく無くしてしまう。周りから見ると守銭奴のイメージが強いが、礼を尽くすためであれば出費はいとわない。プライドが非常に高く、他人にたかったり悪事の片棒を担ぐようなマネは絶対にしない。見た目に反してサバイバルや戦闘慣れしている。理由は『アーティファクト等の発掘作業に必要不可欠だから』。研究の目的は自分の村まで音楽を届けることである。その目的はクロエルート以外では明らかにもならず達成もされていない。クロエルートではバルディスの策略により退学になりかけるもブルーノート（最高の研究機関）に入る気は無いのと他の研究科の説得により退学は免れた。トゥルールートではバルディスが遺した研究を用いてリュートたちをセルフィ、シルフィと共に魔物の一団から守った。

### サブキャラクター
ジョイス・グリフィン
声：城樹翔
主人公とバカ話でよく盛り上がっている親友。よく共に罰則や補修を受けている。メルの働いている酒場で全メニューを自分のおごりでオーダーしたりと、気前はいい。器楽科であり、演奏技術も高く多くの曲を演奏できる腕を持っているが、リュートの曲は弾くことができない。そのため隠れて練習している。

モニカ・ラッセル
声：みすみ
メルの働く酒場の看板娘。モニカ目当てで来る客がいるほど人気が高い。ただ、料理の腕は微妙で、調理場に入らないようにするために周りが苦労している。音楽院の最上級生で、シンシアの同級生。

ジグルド・ラッセル
声：黒木大
リュート達兄妹の保護者替わりで、メルの働く酒場のマスター。料理の腕はとても立つが、娘のモニカには受け継がれなかったらしい。実はエレオノールの異母の実の兄で、唯一リュートの正体を知っている。

エレオノール・レキ・ヴェストリア
声：桜川未央
ヴェストリア王国現女王にして、フローリアの母親。本来役目である朝の歌をフローリアにすでに譲っているので、現在はもう一つの役目である国政に集中している。娘がいるとは思えないほどの美しい美貌の持ち主でリュート曰く「強いて言うなら10年前に会いたかった」。

リーゼロッテ・フランチェスカ
声：かわしまりの
主人公たちの音楽院のクラス担任で、昨年度入学試験責任者でもあった。初めから教職だったわけではなく、以前は音楽家として活動しており、その頃に「ロッテ先生」として幼少時のシンシアの家庭教師を務めていた。

バルディス・ベルンハルト
声：月黒斗夜
元研究者にして現ヴェストリア王国の宰相。年齢的にはとても若く、政治手腕もあって国内でとても人気が高い。王家は必要ではないという考えを持っている。セルフィルートではそれが表に出てきてフローリア達の命を狙うもセルフィとシルフィにより阻止され、捕縛される。エレオノールによると死罪は免れないという事。トゥルールートではメルの歌声を機械化することに成功するもそれでは復活を抑えきれなかった。復活した邪竜の攻撃により死亡する。最期まで自分の考えを変えることは無かった。

### その他
ドーラ
声：藤咲ウサ
主人公が預かることになった聖竜が育てていた子供のドラグノールで、性別はプリムがお兄ちゃんと呼んだ事から雄だと思われる。もとは王宮にいたが、聖竜から聞いたドラグノールの里を見るため脱走し旅に出ようとした所でリュートたちの家のそばで力尽き、保護された。その際リュートに何か感じるものがあったのか、2人は意気投合した。気に入った人がいたらその人の元で暮らすよう言われていたため、そのまま居座ることになった。白くてかわいい、どう見ても容姿は子供（子竜）だが、単純な生きている年数だけなら100年を超えている。もっとも、ドラグノールにとって100年程度では成竜にはまだ程遠く、中身もまだまだ子供。それゆえ話すことも、人に擬態することもできない。話すほうは、現状アーティファクトで補助している。名付け親はフローリア。無名の竜だったころフローリアが仮に呼んでいた名前をリュートがそのまま名づけた。ヴェストリアとは「おっちゃん」「チビ助（もしくはおまえ）」と呼び合うほどの絆がある。満腹になるとなぜか飛べなくなる。実は聖竜ではなく邪竜の子供であり、トゥルールートでは一時的に邪竜になりかけるもリュートの呼びかけにより元の姿に戻った。本来は100年でここまで成長することは無いがフローリアのレクトの力でたった100年でここまで成長した。また、リュートの家の近くに墜落した本当の原因はメルの鎮めのレクトの力が働いた為である。
ヴェストリア
声：中田樹ユロヒカ
王国で祀られている聖竜で、ドーラの親代わりでもある。ドーラの脱走に協力していたりするなど意外に茶目っ気のあるドラグノール。ドーラには子守唄代わりにドラグノールの里の事を話していた。実はすでに失われていたのだが、ドーラが寝てしまっていた為に伝えられず、いずれは起きている時に語るとも言っていた。リュートが演奏したときには「懐かしい雰囲気がする曲」という感想を述べた。ドーラとは「おっちゃん」「チビ助（もしくはおまえ）」と呼び合うほどの絆がある。本来は既に寿命が尽きているがフローリアのレクトの力により存命している。トゥルールートではそのレクト込みの寿命も尽き、リュートに後を頼みフローリアに看取られながら死亡した。なお最後の言葉からリュートが同族である事には気づいていたようである。

## 舞台・用語
ヴェストリア王国
聖竜と契約した女王が代々国を治めている。聖竜に守られているおかげもあり、規模に反して周りから攻め込まれることもない。
エルトメール音楽院
リュートらが通うヴェストリア王国最高の音楽院。声楽科、器楽科、研究科と言った専門学科の他、一般教養もある。
ドラグノール（竜）
かつてたくさんいたと言われる人を超えた力を持つ存在(竜)。音楽をこよなく愛する種族。
邪竜との争いの末種族の大半が滅びてしまう。現在知られているドラグノールは代々ヴェストリア王国の王家と契約する一種のみ。
長命で人の姿を形どることができる。人間との間に子供をなす事も可能。彼らの残したものはのちの人の世に大きな影響を与えている。
聖竜
作中では主にヴェストリアの事を指す
邪竜
昔にヴェストリアにより倒されたドラグノール
実際には封印しただけである。また、封印の維持には鎮めの力が必要であるがエレオノールにもフローリアにもその力は無い
レクト
ドラグノールと契約することで得る特別な歌の力。現在この力はヴェストリア王家の女性だけが引き継いでいる。
実際には王家でなくともドラグノールと契約すればレクトを扱うことが可能
契約条件にはそのドラグノールとキスする（唇でなくともほっぺやおでこでも良い）、そのドラグノールの血を飲む（コップの底に少し溜まる程度で構わない）
レクティール
ドラグノールと契約した者の総称。
アーティファクト
ドラグノールが残した道具。特別な力が宿っている。基本的に人を傷つける物は無く、兵器と言った物は無い。
遺跡から発掘された物をそのまま使用するのがほとんどで、量産に関しては研究途上。その為、冷蔵庫のような実際の世界では一般的な日用品すらも一般家庭への普及率は低い。
セルフィルートではバルディスが開発した兵器アーティファクトが登場している。
竜の膝裏亭
メルやクロエ、モニカ達が働いている酒場の名前。マスターはジグルド。

## 主題歌
オープニングテーマ
「Eternal Melodia」
作詞 - RUCCA / 作編曲 - 菊田大介 (Elements Garden) / 歌 - 佐藤しずく・榊原ゆい
挿入歌
「楽園の奏」
作詞 - Le ciel / 作編曲 - 藤間仁 (Elements Garden) / 歌 - 佐藤しずく
「Realize」
作詞 - RUCCA / 作編曲 - 中山真斗 (Elements Garden) / 歌 - 榊原ゆい
「Fortissimo Sky」
作詞 - RUCCA / 作編曲 - 藤間仁 (Elements Garden) / 歌 - 佐藤しずく
「Shiny Butterfly」
作詞：Le ciel / 作編曲 - 中山真斗 (Elements Garden) / 歌 - 榊原ゆい
「Blaze on」（トゥルールート）
作詞：Le ciel / 作編曲 - 菊田大介 (Elements Garden) / 歌 - 佐藤しずく・榊原ゆい
エンディングテーマ
「Rainbow Circle」
作詞 - Le ciel / 作編曲 - 藤田淳平 (Elements Garden) / 歌 - 佐藤しずく・榊原ゆい・鮎川ひなた・雪都さお梨・桐谷華
「Sincerely Symphony」（トゥルールート）
作詞 - RUCCA / 作曲 - 上松範康 (Elements Garden) / 編曲 - 喜多智弘 (Elements Garden) / 歌 - 佐藤しずく・榊原ゆい

## スタッフ
- 原画：てんまそ、こもわた遙華（SD原画）
- シナリオ：大三元、高嶋英二、志村那由多

## 批評
『ファミ通』2015年12月3日号にてPlayStation Vita版のレビューが掲載された。4人のレビュアーがそれぞれ7, 7, 7, 6点をつけ、40点満点中27点を得た。竜と音楽をテーマとした作風はなじみやすいがよくあるパターンでもあると指摘された。シナリオに関しては、ご都合主義な展開が散見されるが物語のテイストには合っていると述べられた。音楽に関しては、「音楽がモチーフの作品だけあって、サウンドもいい」「ボーカル入りの曲が多く、楽曲が流れる中で進んでいくクライマックスは、盛り上がっていい」との意見があった。ゲームシステムに関しては、ギャラリーモードの作りが同系統のゲームよりも手が込んでいる、設定が細かく調整できシステム面が充実している、ショートカットコマンド・バックログジャンプ・キャラボイスのストック・クロックモードなどの機能が充実していると述べられた。演出に関しては、ズームイン・ズームアウトを多用したカメラワークや、漫符を使用した演出が凝っていると指摘された。